# Province d'Italia

Mappa d'Italia con le province

Le province italiane hanno una duplice accezione:
- sono circoscrizioni amministrative corrispondenti, salvo alcune eccezioni, all'ambito di competenza delle prefetture, delle questure e degli altri principali uffici periferici del governo italiano (dal 16 aprile 2021 sono 110);
- sono enti locali di area vasta, di dimensione inferiore alle regioni e superiore ai comuni.

## Descrizione
Il territorio della Repubblica Italiana è suddiviso amministrativamente in 110 province, che corrispondono ai seguenti enti territoriali.
- Nelle regioni a statuto ordinario:
  - 76 province attive come enti locali di area vasta;
  - 10 città metropolitane.
- Nelle regioni a statuto speciale:[1]
  - Sicilia: 6 liberi consorzi comunali e 3 città metropolitane;
  - Sardegna: 6 province e 2 città metropolitane;
  - Friuli-Venezia Giulia: 4 unità territoriali non amministrative,[2] ex province abolite (con legge regionale nº 20 del 9 dicembre 2014)[3] come enti amministrativi e rimaste solo come suddivisioni territoriali, sostituite dal 1º luglio 2020 in alcuni compiti dagli enti di decentramento regionale (EDR), che ne ricalcano i medesimi confini;
  - Trentino-Alto Adige / Trentino-Südtirol: 2 province autonome;
  - Valle d'Aosta / Vallée d'Aoste: unica regione non suddivisa in province: la regione autonoma espleta anche le competenze dell'amministrazione provinciale e, in elaborazioni statistiche, è considerata pari a una provincia.

Di seguito vengono riportati i dati di popolazione, superficie, densità abitativa, numero di comuni, regione di appartenenza e anno di istituzione dei 110 predetti ambiti territoriali.

## Organi
In base alla normativa più recente, contenuta nella legge 7 aprile 2014 n. 56, il consiglio e i presidenti delle 76 province delle regioni a statuto ordinario sono eletti a suffragio ristretto dai sindaci e dai consiglieri dei comuni della provincia, mentre nelle 15 città metropolitane (le dieci nelle regioni ordinarie, le tre in Sicilia e le due in Sardegna) l'equivalente del presidente della provincia è il sindaco (elettivo) del capoluogo, detto sindaco metropolitano.
Per quanto riguarda i tipi di enti affini alle province nelle regioni a statuto speciale, all'agosto 2025 i sei liberi consorzi comunali siciliani e le sei province sarde sono retti da commissari straordinari nominati dalle rispettive amministrazioni regionali, come gli enti di decentramento regionale del Friuli-Venezia Giulia (retti però da direttori generali); le due province autonome del Trentino-Alto Adige eleggono ciascuna il proprio presidente (direttamente in Trentino, indirettamente in Alto Adige), e infine in Valle d'Aosta le funzioni della provincia sono espletate dall'amministrazione regionale (il cui Presidente è eletto dal consiglio regionale).

## Elenco delle province, città metropolitane, liberi consorzi comunali ed enti di decentramento regionale
| Provincia                 | Sigla       | Regione               | Popolazione (ab) | Superficie (km²) | Densità (ab./km²) | Comuni (№) | Presidente                      | Partito                         | Anno di istituzione |
| ------------------------- | ----------- | --------------------- | ---------------- | ---------------- | ----------------- | ---------- | ------------------------------- | ------------------------------- | ------------------- |
| Agrigento                 | AG          | Sicilia               | 413 177          | 3 052,82         | 135               | 43         | Giuseppe Pendolino              | Italia Viva                     | 1861                |
| Alessandria               | AL          | Piemonte              | 406 494          | 3 558,78         | 114               | 187        | Enrico Balossino                | indipendente di centro-destra   | 1861                |
| Ancona                    | AN          | Marche                | 461 655          | 1 936,21         | 235               | 47         | Daniele Carnevali               | indipendente di centro-sinistra | 1861                |
| Valle d'Aosta             | AO          | Valle d'Aosta         | 123 130          | 3 260,85         | 38                | 74         | Renzo Testolin                  | Union Valdôtaine                | 1927                |
| Arezzo                    | AR          | Toscana               | 334 052          | 3 232,99         | 103               | 36         | Alessandro Polcri               | indipendente di centro-destra   | 1861                |
| Ascoli Piceno             | AP          | Marche                | 201 462          | 1 228,19         | 164               | 33         | Sergio Loggi                    | Italia Viva                     | 1861                |
| Asti                      | AT          | Piemonte              | 207 951          | 1 510,17         | 138               | 117        | Maurizio Rasero                 | Forza Italia                    | 1935                |
| Avellino                  | AV          | Campania              | 398 932          | 2 805,96         | 142               | 118        | Rizieri Buonopane               | Partito Democratico             | 1861                |
| Bari                      | BA          | Puglia                | 1 225 048        | 3 862,66         | 317               | 41         | Vito Leccese                    | Partito Democratico             | 1861                |
| Barletta-Andria-Trani     | BT          | Puglia                | 379 509          | 1 542,99         | 246               | 10         | Bernardo Lodispoto              | indipendente di centro-sinistra | 2004                |
| Belluno                   | BL          | Veneto                | 198 105          | 3 609,98         | 55                | 61         | Roberto Padrin                  | indipendente di centro-sinistra | 1866                |
| Benevento                 | BN          | Campania              | 263 125          | 2 080,37         | 126               | 78         | Nino Lombardi                   | indipendente                    | 1861                |
| Bergamo                   | BG          | Lombardia             | 1 106 303        | 2 754,86         | 402               | 243        | Pasquale Giovanni Gandolfi      | Partito Democratico             | 1861                |
| Biella                    | BI          | Piemonte              | 169 106          | 913,27           | 185               | 74         | Emanuele Ramella Pralungo       | Partito Democratico             | 1992                |
| Bologna                   | BO          | Emilia-Romagna        | 1 014 124        | 3 702,25         | 274               | 55         | Matteo Lepore                   | Partito Democratico             | 1861                |
| Bolzano                   | BZ          | Trentino-Alto Adige   | 534 147          | 7 397,86         | 72                | 116        | Arno Kompatscher                | Südtiroler Volkspartei          | 1927                |
| Brescia                   | BS          | Lombardia             | 1 257 326        | 4 785,48         | 263               | 205        | Emanuele Moraschini             | indipendente                    | 1861                |
| Brindisi                  | BR          | Puglia                | 379 522          | 1 861,33         | 204               | 20         | Toni Matarrelli                 | indipendente di centro-sinistra | 1927                |
| Cagliari                  | CA          | Sardegna              | 542 470          | 4 703,61         | 115               | 72         | Eugenio Lai                     | commissario straordinario       | 1861                |
| Caltanissetta             | CL          | Sicilia               | 249 431          | 2 138,47         | 117               | 22         | Walter Tesauro                  | Forza Italia                    | 1861                |
| Campobasso                | CB          | Molise                | 210 724          | 2 925,28         | 72                | 84         | Giuseppe Puchetti               | indipendente di centro-sinistra | 1861                |
| Caserta                   | CE          | Campania              | 906 074          | 2 651,28         | 342               | 104        | Giorgio Magliocca               | Forza Italia                    | 1861                |
| Catania                   | CT          | Sicilia               | 1 074 434        | 3 553,51         | 301               | 58         | Enrico Trantino                 | Fratelli d'Italia               | 1861                |
| Catanzaro                 | CZ          | Calabria              | 342 021          | 2 415,41         | 142               | 80         | Amedeo Mormile                  | Forza Italia                    | 1861                |
| Chieti                    | CH          | Abruzzo               | 372 640          | 2 599,53         | 143               | 104        | Francesco Menna                 | Partito Democratico             | 1861                |
| Como                      | CO          | Lombardia             | 597 117          | 1 279,02         | 467               | 148        | Fiorenzo Bongiasca              | indipendente di centro-sinistra | 1861                |
| Cosenza                   | CS          | Calabria              | 672 432          | 6 709,62         | 100               | 150        | Rosaria Succurro                | Forza Italia                    | 1861                |
| Cremona                   | CR          | Lombardia             | 352 189          | 1 770,41         | 199               | 113        | Roberto Mariani                 | indipendente di centro-sinistra | 1861                |
| Crotone                   | KR          | Calabria              | 162 749          | 1 735,65         | 94                | 27         | Sergio Ferrari                  | indipendente di centro-destra   | 1992                |
| Cuneo                     | CN          | Piemonte              | 580 736          | 6 894,83         | 84                | 247        | Luca Robaldo                    | indipendente di centro-sinistra | 1861                |
| Enna                      | EN          | Sicilia               | 154 940          | 2 574,67         | 60                | 20         | Piero Antonio Santi Capizzi     | Partito Democratico             | 1927                |
| Fermo                     | FM          | Marche                | 167 824          | 862,75           | 195               | 40         | Michele Ortenzi                 | indipendente di centro-destra   | 2004                |
| Ferrara                   | FE          | Emilia-Romagna        | 339 287          | 2 627,38         | 129               | 21         | Gianni Michele Padovani         | Partito Democratico             | 1861                |
| Firenze                   | FI          | Toscana               | 988 194          | 3 515,65         | 281               | 41         | Sara Funaro                     | Partito Democratico             | 1861                |
| Foggia                    | FG          | Puglia                | 595 682          | 7 007,33         | 85                | 61         | Giuseppe Nobiletti              | indipendente di centro-sinistra | 1861                |
| Forlì-Cesena              | FC          | Emilia-Romagna        | 391 648          | 2 378,32         | 165               | 30         | Enzo Lattuca                    | Partito Democratico             | 1861                |
| Frosinone                 | FR          | Lazio                 | 467 866          | 3 246,96         | 144               | 91         | Luca Di Stefano                 | Partito Democratico             | 1927                |
| Gallura Nord-Est Sardegna | da definire | Sardegna              | 158 923          | 3 416,28         | 47                | 26         | Gaspare Piccinnu                | commissario straordinario       | 2001                |
| Genova                    | GE          | Liguria               | 816 606          | 1 833,75         | 445               | 67         | Antonio Segalerba               | indipendente di centro-destra   | 1861                |
| Gorizia                   | GO          | Friuli-Venezia Giulia | 138 034          | 475,40           | 290               | 25         | Igor De Bastiani                | direttore generale              | 1923                |
| Grosseto                  | GR          | Toscana               | 216 633          | 4 503,17         | 48                | 28         | Francesco Limatola              | indipendente di centro-sinistra | 1861                |
| Imperia                   | IM          | Liguria               | 208 792          | 1 154,76         | 181               | 66         | Claudio Scajola                 | indipendente di centro-destra   | 1861                |
| Isernia                   | IS          | Molise                | 79 912           | 1 535,16         | 52                | 52         | Daniele Saia                    | Partito Socialista Italiano     | 1970                |
| L'Aquila                  | AQ          | Abruzzo               | 287 806          | 5 047,34         | 57                | 108        | Angelo Caruso                   | indipendente di centro-destra   | 1861                |
| La Spezia                 | SP          | Liguria               | 214 872          | 881,38           | 244               | 32         | Pierluigi Peracchini            | Italia al Centro                | 1924                |
| Latina                    | LT          | Lazio                 | 566 996          | 2 256,14         | 251               | 33         | Gerardo Stefanelli              | Italia Viva                     | 1934                |
| Lecce                     | LE          | Puglia                | 771 230          | 2 798,88         | 276               | 96         | Stefano Minerva                 | Partito Democratico             | 1861                |
| Lecco                     | LC          | Lombardia             | 332 775          | 805,60           | 413               | 84         | Alessandra Hofmann              | indipendente di centro-destra   | 1992                |
| Livorno                   | LI          | Toscana               | 326 605          | 1 213,52         | 269               | 19         | Sandra Scarpellini              | Partito Democratico             | 1861                |
| Lodi                      | LO          | Lombardia             | 228 136          | 782,97           | 291               | 60         | Fabrizio Santantonio            | indipendente di centro-sinistra | 1992                |
| Lucca                     | LU          | Toscana               | 382 184          | 1 774,04         | 215               | 33         | Luca Menesini                   | Partito Democratico             | 1861                |
| Macerata                  | MC          | Marche                | 303 828          | 2 779,31         | 109               | 55         | Sandro Parcaroli                | Lega                            | 1861                |
| Mantova                   | MN          | Lombardia             | 406 119          | 2 341,35         | 173               | 64         | Carlo Bottani                   | indipendente di centro-destra   | 1866                |
| Massa-Carrara             | MS          | Toscana               | 187 583          | 1 154,60         | 162               | 17         | Gianni Lorenzetti               | Partito Democratico             | 1861                |
| Matera                    | MT          | Basilicata            | 191 102          | 3 478,84         | 55                | 31         | Piero Marrese                   | Partito Democratico             | 1927                |
| Medio Campidano           | da definire | Sardegna              | 90 694           | 1 517,77         | 60                | 28         | Roberto Cadeddu                 | commissario straordinario       | 2001                |
| Messina                   | ME          | Sicilia               | 600 180          | 3 266,07         | 184               | 108        | Federico Basile                 | Sicilia Vera                    | 1861                |
| Milano                    | MI          | Lombardia             | 3 228 006        | 1 575,49         | 2 049             | 133        | Giuseppe Sala                   | Partito Verde Europeo           | 1861                |
| Modena                    | MO          | Emilia-Romagna        | 704 332          | 2 687,88         | 262               | 47         | Fabio Braglia                   | Partito Democratico             | 1861                |
| Monza e Brianza           | MB          | Lombardia             | 873 606          | 405,41           | 2 155             | 55         | Luca Santambrogio               | Lega                            | 2004                |
| Napoli                    | NA          | Campania              | 2 980 338        | 1 178,94         | 2 528             | 92         | Gaetano Manfredi                | indipendente di centro-sinistra | 1861                |
| Novara                    | NO          | Piemonte              | 362 502          | 1 340,25         | 270               | 87         | Federico Binatti                | indipendente di centro-destra   | 1861                |
| Nuoro                     | NU          | Sardegna              | 144 832          | 3 990,51         | 36                | 53         | Giuseppe Ciccolini              | commissario straordinario       | 1927                |
| Ogliastra                 | da definire | Sardegna              | 53 032           | 1 706,34         | 31                | 22         | Marzia Mameli                   | commissario straordinario       | 2001                |
| Oristano                  | OR          | Sardegna              | 150 325          | 2 990,41         | 50                | 87         | Battistino Ghisu                | commissario straordinario       | 1974                |
| Padova                    | PD          | Veneto                | 930 349          | 2 144,12         | 434               | 102        | Sergio Giordani                 | indipendente di Centro-sinistra | 1866                |
| Palermo                   | PA          | Sicilia               | 1 204 189        | 5 009,21         | 240               | 82         | Roberto Lagalla                 | Unione di Centro                | 1861                |
| Parma                     | PR          | Emilia-Romagna        | 451 688          | 3 447,40         | 131               | 44         | Andrea Massari                  | Partito Democratico             | 1861                |
| Pavia                     | PV          | Lombardia             | 536 406          | 2 968,59         | 181               | 185        | Giovanni Palli                  | indipendente di centro-destra   | 1861                |
| Perugia                   | PG          | Umbria                | 639 224          | 6 336,99         | 101               | 59         | Stefania Proietti               | indipendente di centro-sinistra | 1861                |
| Pesaro e Urbino           | PU          | Marche                | 349 529          | 2 510,82         | 139               | 50         | Giuseppe Paolini                | Partito Democratico             | 1861                |
| Pescara                   | PE          | Abruzzo               | 313 110          | 1 230,29         | 255               | 46         | Ottavio De Martinis             | indipendente di centro-destra   | 1927                |
| Piacenza                  | PC          | Emilia-Romagna        | 284 220          | 2 585,76         | 110               | 46         | Monica Patelli                  | Partito Democratico             | 1861                |
| Pisa                      | PI          | Toscana               | 417 170          | 2 444,82         | 171               | 37         | Massimiliano Angori             | Partito Democratico             | 1861                |
| Pistoia                   | PT          | Toscana               | 289 759          | 964,16           | 301               | 20         | Luca Marmo                      | Partito Democratico             | 1927                |
| Pordenone                 | PN          | Friuli-Venezia Giulia | 310 133          | 2 275,35         | 136               | 50         | Cinzia Cuscela                  | direttore generale              | 1968                |
| Potenza                   | PZ          | Basilicata            | 346 475          | 6 594,28         | 53                | 100        | Christian Giordano              | indipendente di Centro-sinistra | 1861                |
| Prato                     | PO          | Toscana               | 259 244          | 365,66           | 709               | 7          | Simone Calamai                  | Partito Democratico             | 1992                |
| Ragusa                    | RG          | Sicilia               | 317 793          | 1 623,91         | 196               | 12         | Maria Rita Annunziata Schembari | Fratelli d'Italia               | 1927                |
| Ravenna                   | RA          | Emilia-Romagna        | 386 355          | 1 859,39         | 208               | 18         | Michele De Pascale              | Partito Democratico             | 1861                |
| Reggio Calabria           | RC          | Calabria              | 518 699          | 3 210,31         | 162               | 97         | Giuseppe Falcomatà              | Partito Democratico             | 1861                |
| Reggio Emilia             | RE          | Emilia-Romagna        | 526 990          | 2 291,15         | 230               | 42         | Giorgio Zanni                   | Partito Democratico             | 1861                |
| Rieti                     | RI          | Lazio                 | 150 457          | 2 750,24         | 55                | 73         | Roberta Cuneo                   | Lega                            | 1927                |
| Rimini                    | RN          | Emilia-Romagna        | 338 934          | 921,90           | 368               | 27         | Jamil Sadegholvaad              | Partito Democratico             | 1992                |
| Roma                      | RM          | Lazio                 | 4 227 059        | 5 363,22         | 788               | 121        | Roberto Gualtieri               | Partito Democratico             | 1870                |
| Rovigo                    | RO          | Veneto                | 227 941          | 1 819,86         | 125               | 50         | Enrico Ferrarese                | indipendente di centro-destra   | 1866                |
| Salerno                   | SA          | Campania              | 1 061 067        | 4 954,05         | 214               | 158        | Francesco Alfieri               | Partito Democratico             | 1861                |
| Sassari                   | SS          | Sardegna              | 314 570          | 4 285,48         | 73                | 66         | Gavino Arru                     | commissario straordinario       | 1861                |
| Savona                    | SV          | Liguria               | 267 366          | 1 546,27         | 173               | 69         | Pierangelo Olivieri             | indipendente di centro-destra   | 1927                |
| Siena                     | SI          | Toscana               | 260 557          | 3 820,81         | 68                | 35         | David Bussagli                  | Partito Democratico             | 1861                |
| Siracusa                  | SR          | Sicilia               | 384 866          | 2 124,19         | 181               | 21         | Michelangelo Giansiracusa       | Azione                          | 1861                |
| Sondrio                   | SO          | Lombardia             | 178 795          | 3 195,68         | 56                | 77         | Davide Menegola                 | indipendente di centro-destra   | 1861                |
| Sulcis Iglesiente         | da definire | Sardegna              | 116 841          | 1 499,89         | 78                | 23         | Sergio Murgia                   | commissario straordinario       | 2001                |
| Taranto                   | TA          | Puglia                | 556 692          | 2 467,33         | 226               | 29         | Rinaldo Melucci                 | Partito Democratico             | 1924                |
| Teramo                    | TE          | Abruzzo               | 299 071          | 1 954,34         | 153               | 47         | Camillo D'Angelo                | indipendente                    | 1861                |
| Terni                     | TR          | Umbria                | 217 183          | 2 127,23         | 102               | 33         | Stefano Bandecchi               | Alternativa Popolare            | 1927                |
| Torino                    | TO          | Piemonte              | 2 204 632        | 6 826,91         | 323               | 312        | Stefano Lo Russo                | Partito Democratico             | 1861                |
| Trapani                   | TP          | Sicilia               | 415 006          | 2 469,70         | 168               | 25         | Salvatore Quinci                | indipendente di centro-sinistra | 1861                |
| Trento                    | TN          | Trentino-Alto Adige   | 542 996          | 6 206,86         | 87                | 166        | Maurizio Fugatti                | Lega                            | 1923                |
| Treviso                   | TV          | Veneto                | 878 828          | 2 479,80         | 354               | 94         | Stefano Marcon                  | Lega                            | 1866                |
| Trieste                   | TS          | Friuli-Venezia Giulia | 228 705          | 212,50           | 1 076             | 6          | Roberta Clericuzio              | direttore generale              | 1923                |
| Udine                     | UD          | Friuli-Venezia Giulia | 517 376          | 4 969,23         | 104               | 134        | Ida Valent                      | direttore generale              | 1866                |
| Varese                    | VA          | Lombardia             | 879 731          | 1 198,24         | 734               | 136        | Marco Magrini                   | indipendente di centro-sinistra | 1927                |
| Venezia                   | VE          | Veneto                | 835 895          | 2 472,88         | 338               | 44         | Luigi Brugnaro                  | Coraggio Italia                 | 1866                |
| Verbano-Cusio-Ossola      | VB          | Piemonte              | 154 038          | 2 260,89         | 68                | 74         | Alessandro Lana                 | indipendente di centro-destra   | 1992                |
| Vercelli                  | VC          | Piemonte              | 165 892          | 2 081,60         | 80                | 82         | Davide Gilardino                | Fratelli d'Italia               | 1927                |
| Verona                    | VR          | Veneto                | 925 656          | 3 096,28         | 299               | 98         | Flavio Massimo Pasini           | Lega                            | 1866                |
| Vibo Valentia             | VV          | Calabria              | 150 709          | 1 150,62         | 131               | 50         | Corrado L'Andolina              | indipendente di centro-destra   | 1992                |
| Vicenza                   | VI          | Veneto                | 852 779          | 2 722,45         | 313               | 114        | Andrea Nardin                   | indipendente di centro-destra   | 1866                |
| Viterbo                   | VT          | Lazio                 | 308 158          | 3 615,16         | 85                | 60         | Alessandro Romoli               | Forza Italia                    | 1927                |
| Totale                    | 110         | -                     | 58 997 201       | 302 068,26       | 195               | 7900       | -                               | -                               | -                   |

## Galleria d'immagini

Abruzzo
Basilicata
Calabria
Campania
Emilia-Romagna
Friuli-Venezia Giulia
Lazio
Liguria
Lombardia
Marche
Molise
Piemonte
Puglia
Sardegna
Sicilia
Toscana
Trentino-Alto Adige
Umbria
Valle d'Aosta
Veneto